# СОК (компания)
Группа «СОК» — российская финансово-промышленная группа, существовавшая в 1994—2011 годах. Штаб-квартира — в Самаре. Главный бенефициар и президент группы — Качмазов Юрий Михайлович.

## История
Группа «СОК» была основана в 1994 году. В течение нескольких лет группа «СОК» была крупнейшим партнером и поставщиком комплектующих для ОАО «АВТОВАЗ»; ряд лиц, аффилированных с «СОК», входили в руководство автозавода.
Также основным направлением деятельности компании являлось производство автокомпонентов и автомобилей (второе место по выпуску автомобилей в России). Группа контролировала автозаводы «ИжАвто» (в 2005 году выпустил 52 800 автомобилей) и «РосЛада» (22 100 автомобилей). В группу также входили «Автосвет», ОСВАР, Димитровградский завод светотехники, Скопинский автоагрегатный завод, Димитровградский завод радиаторов, «ВазИнтерСервис» (с 2003 года), «Кинельагропласт» и др. Завод «РосЛада» с 1998 по 2006 годы выпускал автомобили из машинокомплектов производства ОАО «АВТОВАЗ». В 2005 группой на заводе «ИжАвто» был запущен проект по выпуску автомобилей «Kia Spectra».
В 2004 году группа СОК взяла под контроль ОАО «АвтоВАЗтранс», дорожная служба которого была выведена в отдельное ООО «АВТ Дорстрой» (учредитель — «Волгомост», контролируемый Группой СОК). В 2014 году в отношении ООО «АВТ Дорстрой» начато дело о банкротстве, в 2022 году компания была закрыта.

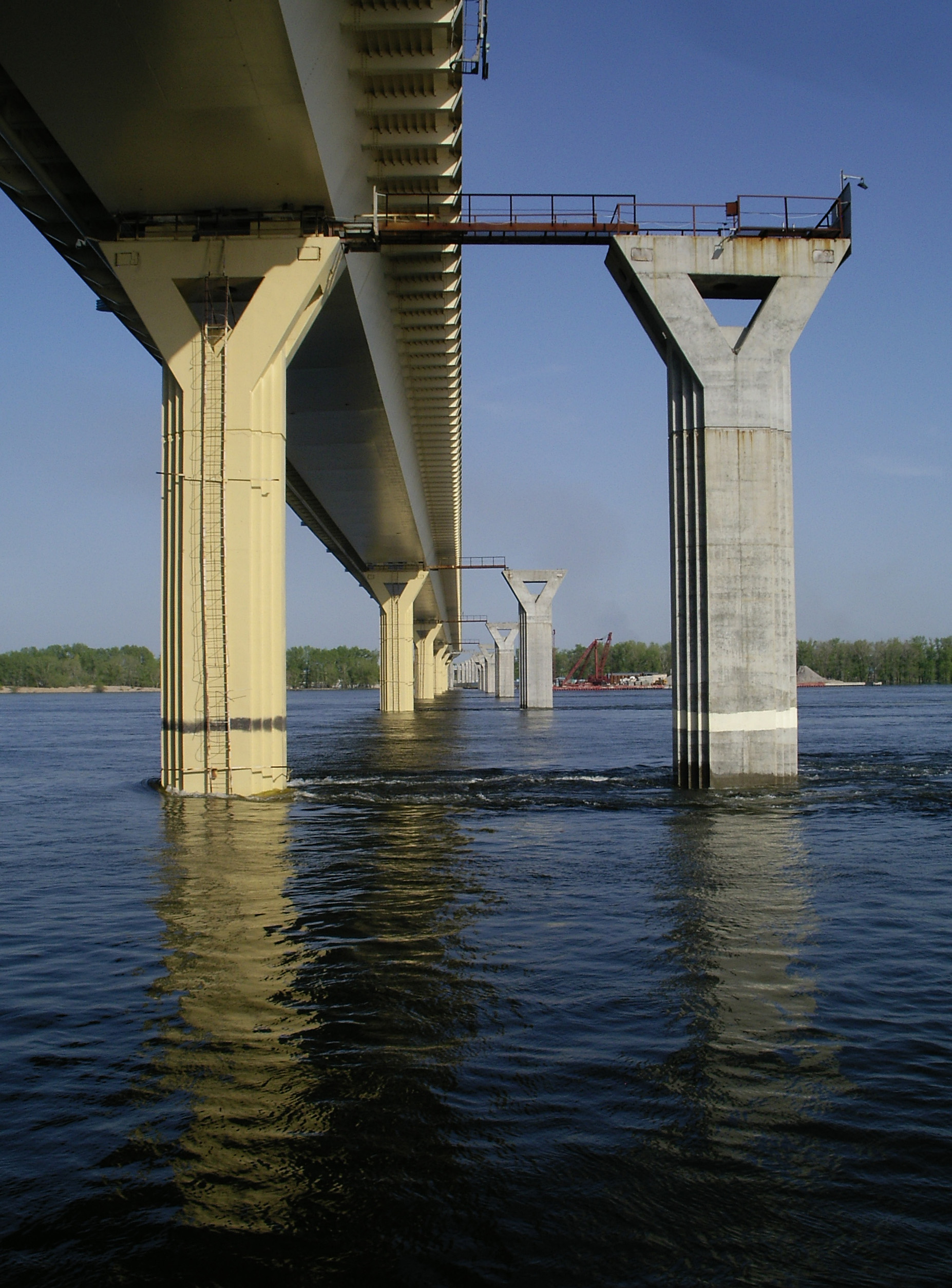
Именно принадлежавшая «СОКу» компания «Волгомост» построила «танцующий мост» в Волгограде

Помимо этого, предприятия группы выпускали товары народного потребления, строительные конструкции, оказывали транспортные услуги и т. п. Компании принадлежало мостостроительное предприятие ОАО «Волгомост», сеть кинотеатров в Приволжском федеральном округе, а также сеть автосалонов.
Совокупная выручка группы в 2006 году составила $2,95 млрд (в 2005 году — 64,4 млрд руб.).
В 2008 группа «СОК» пыталась вести бизнес в Южной Осетии: президент республики Эдуард Кокойты, являвшийся другом Качмазова, пригласил топ-менеджеров самарской компании на руководящие посты в новообразованном государстве. Группа пыталась получить выгодные подряды на восстановление экономики, но в итоге под давлением оппозиции (по другим данным — из-за давления Москвы) эта деятельность была свёрнута.
Группа активно участвовало в политический и социальной жизни региона. Социальные проекты финансировал «Благотворительный фонд СОК» возглавляемый супругой президента Илоной Качмазовой. В 2004—2010 годах Самарскую городскую думу возглавлял вице-президент Группы СОК Виталий Ильин. В 2006 году на выборах Главы Самары, группа активно оказывала поддержку Виктору Тархову, после избрания которого ряд топ-менеджеров группы возглавили подведомственные учреждения городской администрации. В 2007 году группа финансировала региональные выборы Российской экологической партии «Зелёные», в составе учредителей регионального отделения которого была супруга президента Группы СОК Илона Качмазова проведя по списку топ-менеджера группы Эльвиру Суркову.
В составе группы СОК была собственная одноименная частная охранная организация, впоследствии названия которых менялись. После упразднения на АвтоВАЗе заводского вохра, завод находился под охраной аффилированных охранных структур группы СОК (ООО ЧОП «Штурм»). Новый собственник на ВАЗе Ростех вытеснил СОК. Однако соковская охрана, реорганизованная в ООО ЧОП «Авангард», продолжила обеспечивать охрану завода и его объектов вахтовым методом

## Прекращение деятельности
В 2008 году компания «Рособоронэкспорт» сумела вытеснить представителей «СОКа» с «АвтоВАЗа», после чего группа стала терять свои позиции в Поволжье. В 2009 году «СОК» продал «ИжАвто» менеджменту предприятия по сложной схеме (представители Сбербанка России, получившего в итоге за долги контроль над предприятием, обвиняли в связи с этим «СОК» в выводе активов автозавода).

### Уголовные дела
По подозрению в преднамеренном банкротстве «ИжАвто» было возбуждено уголовное дело, в феврале 2011 года собственник «СОКа» Юрий Качмазов и ряд других руководителей «СОКа» и «ИжАвто» были объявлены в розыск, по данным на август 2011 года он проживал в ОАЭ, как и ряд бывших топ-менеджеров группы. В августе 2011 года один из бывших руководителей «СОКа», а также бывший вице-губернатор Ульяновской области был жестоко убит в Суздале.

### Продажа актива
В 2005 году группа продала свой КБ «Промэк Банк», финансовой группе «Русфинанс банк».
В 2006 году группа продала самарскую «телекомпанию „Орион“» медиахолдингу СТС Медиа — после телекомпания прекратила существование.
Помимо «ИжАвто», в 2008—2011 годах группа избавилась от большей части своих активов, в частности, были проданы компании «Волгомост», «Самарские автомобили», «Самарские оконные конструкции», «Пластик», «АВТОВАЗТРАНС», кинотеатр «Самара», КРЦ «Звезда», производство минеральной воды «Лагуна».
В марте 2011 года, компания продала свой крупнейший актив, компанию Волгомост.
Прекратили своё существование автосборочный завод «РосЛада» (Сызрань), ликёро-водочный завод «Талко» (Тольятти), самарский кинотеатр «Шипка».